# Гюлюсту Ханым-эфенди
Гюлюсту́ Ханы́м-эфе́нди (тур. Gülüstu Hanım Efendi; ум. в мае 1861, Стамбул) — наложница османского султана Абдул-Меджида, мать последнего султана Османской империи Мехмеда VI Вахидеддина.

## Имя
Согласно книге историка Недждета Сакаоглу «Султанши этого имущества», различные источники называют именем матери Мехмеда VI «Гелисту́» (тур. Gelistu), «Гюлюстю́» (тур. Gülüstü) и «Гюлиста́н» (тур. Gülistan). Энтони Алдерсон называет её именами «Гюлюстю́» (тур. Gülüstü) и «Гулиста́н» (тур. Gulistan). Историк Чагатай Улучай даёт только один вариант имени матери последнего султана — «Гюлюсту́» (тур. Gülüstu).

## Биография

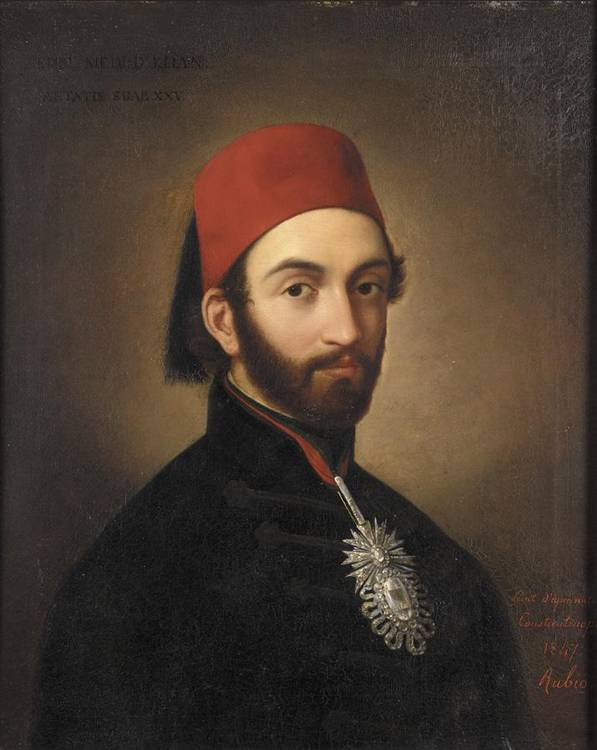
Султан Абдул-Меджид, наложницей которого была Гюлюсту Ханым-эфенди

Дата рождения Гюлюсту неизвестна. Сакаоглу полагал, что по происхождению она, вероятно, была черкешенкой. Румейса Аредба, дочь абхазского князя, проживавшая при дворе дочери Абдул-Меджида Джемиле-султан, писала, что Гюлюсту родилась в 1831 году в Сухуме, носила имя Фатьма и принадлежала к княжескому абхазскому роду Шервашидзе (Чачба): отцом её был Тахир Чачба, сын владетеля Абхазии Келеш Ахмат-бея; матерью, согласно книге Харуна Ачбы «Жёны султанов: 1839—1924», — Афише Лакрба. По мнению Харуна Ачбы, семья Гюлюсту переехала в Стамбул вскоре после рождения дочери в 1831 году, а уже год спустя скончался её отец Тахир-бей. В возрасте 10 лет девочка попала в султанский дворец и была определена в услужение к матери Абдул-Меджида Безмиалем-султан.
В гарем султана Гюлюсту вошла до 1854 года. Сакаоглу считал, что Гюлюсту Ханым-эфенди была четвёртой из девяти икбал султана — наложниц, привлёкших внимание султана, но не вошедших в число кадын-эфенди. Улучай также называет её четвёртой икбал Абдул-Меджида. При этом Сакаоглу пишет, что своих старших детей, близнецов Зекие и Фехиме, Гюлюсту родила в 1855 году, находясь в статусе пятой икбал. Год спустя Гюлюсту, ставшая четвёртой икбал, родила ещё одну дочь, Медиху, а в 1861 году — сына Мехмеда Вахидеддина.
Как и многие женщины в гареме Абдул-Меджида, Гюлюсту заболела туберкулёзом. Она умерла в мае 1861 года, всего через три месяца после рождения сына; ещё через месяц скончался и сам Абдул-Меджид. Гюлюсту была похоронена в небольшом мавзолее, построенном во дворе гробницы Накшидиль Валиде-султан для упокоения жён и дочерей Абдул-Меджида. Султан Мехмед VI в день восшествия на престол после всех официальных церемоний первым делом посетил могилу матери. Позднее по желанию сына Гюлюсту мавзолей получил её имя — «тюрбе Гюлюсту Валиде-султан».

## Потомство
Гюлюсту Ханым-эфенди стала матерью четверых детей султана:
- Близнецы Зекие-султан и Фехиме-султан, родившиеся в 1855 году. Обе девочки скончались в младенчестве: Зекие 19 февраля 1856 года[6], Фехиме — 10 октября[7] или 10 ноября 1856 года[2].
- Медиха-султан (30 июля 1856[2] — 9 ноября 1928[8]) — была дважды замужем[2], в первом браке с Неджибом-пашой имела сына Сами[8].
- Мехмед VI Вахидеддин (2 февраля 1861 — 15 мая 1926[2]) — последний султан Османской империи. От пяти браков имел четверых детей[9].